# Cypselurus opisthopus
Cá chuồn đầu cong , tên khoa học Cypselurus opisthopus, là một loài cá chuồn trong họ Exocoetidae.